# Alan Ford (Schauspieler)
Alan Ford (* 23. Februar 1938 in Walworth, London) ist ein britischer Theater- und Filmschauspieler. Seine bekanntesten Rollen waren die von Gangstern in Guy Ritchies Filmen Bube, Dame, König, grAS und Snatch – Schweine und Diamanten.

## Frühes Leben
Ford wuchs in der Elephant and Castle-Gegend in Zentrallondon auf. Er verließ die Schule früh und diente im Royal Army Ordnance Corps.

## Ausbildung und Karriere
François Truffaut gab Ford eine Rolle in seinem Film Fahrenheit 451. Ford begann eine Ausbildung in der East 15 Acting School. Er studierte drei Jahre dramatisches Theater.
Ford spielte mit in Exorzist: Der Anfang und in der Radioversion von Per Anhalter durch die Galaxis.
Ford spielte 1978 Clifford Harding in G.F. Newmans Law & Order, dann folgte eine kurze Rolle in American Werewolf. In der Produktion von Armando Iannucci Knowing Me Knowing You with Alan Partridge, spielte er einen Boxpromoter namens Terry Norton. Er hatte auch einen Auftritt in der Fernsehserie Snuff Box.
1998 sprach Ford bei Guy Ritchie vor und erhielt die Rolle eines Gangsters in Bube, Dame, König, grAS. Ritchie gab ihm zwei Jahre später in seiner Komödie Snatch – Schweine und Diamanten eine ähnliche Rolle.
Die Rolle des mürrischen Gangsters spielte er dann 2013 auch in der Fernsehserie Lilyhammer und Der Hundertjährige, der aus dem Fenster stieg und verschwand.

## Autor
2006 veröffentlichte Ford seinen Roman Thin Ice.

## Filmografie
- 1977: Der aus der Hölle kam (The Squeeze)
- 1980: Rififi am Karfreitag (The Long Good Friday)
- 1981: American Werewolf (An American Werewolf In London)
- 1981: Die schwarze Mamba (Venom)
- 1991: Buddy’s Song
- 1992: Chaplin
- 1998: Bube, Dame, König, grAS (Lock, Stock and Two Smoking Barrels)
- 2000: Snatch – Schweine und Diamanten (Snatch.)
- 2000: Furry Story (Kurzfilm)
- 2002: The Great Dome Robbery
- 2004: Exorzist: Der Anfang (Exorcist: The Beginning)
- 2008: NightDragon
- 2009: Dead Man Running
- 2010: Mission London
- 2010: The Ballad of Mulla and Mullins (Kurzfilm)
- 2011: Jack Falls
- 2011: Lethal
- 2012: Airborne – Come Die with Me (Airborne)
- 2012: Strippers vs Werewolves
- 2012: Cockneys vs Zombies
- 2012: The Crime (The Sweeney)
- 2013: Der Hundertjährige, der aus dem Fenster stieg und verschwand (Hundraåringen som klev ut genom fönstret och försvann)
- 2013–2014: Lilyhammer (Fernsehserie, 5 Folgen)
- 2013–2015: Toast of London (Fernsehserie, 3 Folgen)
- 2014: The Smoke
- 2014: Undercover (Fernsehserie, Folge 4x09)
- 2015: Skin Traffik
- 2015: Unforgotten (Fernsehserie, Folge 1x03)
- 2016: The Life of Rock with Brian Pern (Miniserie, Folge 3x03)